# Kira Lipperheide
Kira Lipperheide (née le 7 février 2000) est une bobeuse allemande.

## Palmarès

### Championnats monde
- : médaillé d'argent en bob à 2 aux championnats monde de 2020 et 2023.
- : médaillé de bronze en bob à 2 aux championnats monde de 2025.

### Coupe du monde
- 8 podiums  : 
  - en bob à 2 : 3 victoires, 4 deuxièmes places et 1 troisième place.

#### Détails des victoires
| Édition   | Monobob | Bob à 2    | Total |
| 2019-2020 |         | Winterberg | 1     |
| 2020-2021 |         | Altenberg  | 1     |
| 2024-2025 |         | Winterberg | 1     |